# Virgin Interactive
Virgin Interactive — британская компания, издатель и разработчик компьютерных игр.
Компания была основана в 1981 году как Virgin Games Ltd. и существенно расширилась после покупки торговой марки Mastertronic в 1987 году, которая стала частью Virgin Group. В 1994 году компанию переименовали в Virgin Interactive.
Virgin Interactive издавала игры для IBM PC (среди них такая известная, как The Legend of Kyrandia), а также других систем, таких как Amiga, ZX Spectrum, Amstrad CPC, C64, Sega Master System, Sega Mega Drive, Sega Game Gear, Super Nintendo Entertainment System и Sony Playstation. И хотя компания значительно больше занималась публикацией сторонних разработок, нежели собственным производством игр, всё же её некоторые собственные игры стали настоящими шедеврами (Cool Spot, Aladdin, The Lion King, Jungle Book и др.).
В мае 2002 года испанское отделение компании (Virgin Interactive España) было приобретено Тимом Чейни и стало частью Titus Software.

## Игры
Список игр созданных или опубликованных компанией Virgin Interactive:
- Falcon Patrol (1983)
- Falcon Patrol II (1984)
- Doriath (1985)
- Hunter Patrol (1985)
- Now Games compilation series (1985—1988)
- Dan Dare: Pilot of the Future (1986)
- Action Force (1987)
- Action Force II (1988)
- Wonderland (1990)
- Realms (1991)
- Corporation (1991)
- Dune (1992)
- Dune II (1992)
- European Club Soccer (1992)
- Global Gladiators (1992)
- The Terminator (1992)
- M.C. Kids (1992)
- Jeep Jamboree: Off Road Adventure (1992)
- Dino Dini's Goal (1993)
- Lands of Lore: The Throne of Chaos (1993)
- Reach for the Skies (1993)
- RoboCop versus The Terminator (1993)
- The 7th Guest (1993)
- Cool Spot (1993)
- The Lost Vikings (1993)
- Chi Chi's Pro Challenge Golf (1993)
- Super Slam Dunk (1993)
- Super Caesars Palace (1993)
- Super Slap Shot (1993)
- Disney’s Aladdin (1993)
- Cannon Fodder (1993)
- Walt Disney’s The Jungle Book (1994)
- Super Dany (только в Европе) (1994)
- Dynamaite: The Las Vegas (1994)
- Earthworm Jim (только Европа) (1994)
- Doom II: Hell on Earth (1994) (только Европа/PC)
- The Lion King (1994)
- Demolition Man (1994)
- Battle Jockey (1994)
- Cyberia 2 (1995)
- Iron Assault (1995)
- The Daedalus Encounter (1995)
- Hyper 3D Pinball (1995)
- Super Karts (1995)
- Zone Raiders (1995)
- Lost Eden (1995)
- Dragon: The Bruce Lee Story (1995)
- Kyle Petty's No Fear Racing (1995)
- Command & Conquer (1995)
- Gurume Sentai Barayarō (1995)
- World Masters Golf (1995)
- Rendering Ranger: R2 (1995)
- Earthworm Jim 2 (только Европа) (1995)
- Resident Evil (только Европа/PC) (1996)
- Broken Sword: The Shadow of the Templars (1996)
- Command & Conquer: Red Alert (только версия DOS) (1996)
- Toonstruck (1996)
- Harvester (1996)
- Agile Warrior F-111X (1997)
- Nanotek Warrior (1997)
- Noddy: the Magic of Toytown (только в Северная Америка) (1997)
- Mega Man X3 (Europe only) (1997)
- Lands of Lore: Guardians of Destiny (1997)
- Broken Sword II: The Smoking Mirror (1997)
- Subspace (1997)
- Ignition (1997)
- Resident Evil 2 (только в Европе) (1998)
- Magic & Mayhem (только в Европе) (1998)
- Dino Crisis (Только в Европе) (1999)
- Jimmy White's 2: Cueball (2000)
- Dino Crisis 2 (только в Европе) (2000)
- Resident Evil 3: Nemesis (только в Европе) (2000)
- Project Justice (только в Европе) (2001)
- Original War (2001)
- The Mystery of the Druids (2001)
- Codename: Outbreak (2001)
- Screamer 4x4 (2001)
- Devil May Cry (только в Европе) (2001)
- Resident Evil: Gaiden (только в Европе) (2001)